# Krasnosillea, Kozelșciîna
Krasnosillea (în ucraineană Красносілля) este un sat în comuna Breusivka din raionul Kozelșciîna, regiunea Poltava, Ucraina.

## Demografie
Componența lingvistică a localității Krasnosillea
     Ucraineană (98,85%)
     Rusă (1,15%)
Conform recensământului din 2001, majoritatea populației localității Krasnosillea era vorbitoare de ucraineană (98,85%), existând în minoritate și vorbitori de rusă (1,15%).